# Petermannchen
Petermannchen, auch Petermannchen im roten Stuhl, ist der Titel eines Gemäldes des deutschen Malers Lovis Corinth. Es zeigt seine spätere Ehefrau Charlotte Berend. Das Bild wurde im Jahr 1902 gemalt und befand sich bis 2007 in Privatbesitz. Heute gehört es zur Sammlung des Jüdischen Museums Berlin, für das es 2007 von dem privaten Förderverein Verein der Freunde und Förderer des Jüdischen Museums erworben wurde.
Das Porträt ist eines der frühesten Bilder Corinths von Charlotte Berend, und es wurde von ihm bei ihrer ersten gemeinsamen Urlaubsreise an die Ostsee gemalt. Die Bildbezeichnung leitet sich von einem Kosenamen ab, den er ihr gab.

## Bildbeschreibung
Das Bild zeigt Charlotte Berend sitzend auf einem Lehnstuhl in einem Raum vor einem Fenster. Der Stuhl steht schräg zum Betrachter mit der offenen Sitzfläche zur unteren linken Ecke gewendet. Charlotte Berend sitzt so in ihm, dass sie weitgehend von der Seite gemalt wurde. Sie trägt ein schwarzes Kleid mit einem bunten Blumenmuster, weißen Rüschen und halblangen Ärmeln. Die dem Betrachter zugewandte linke Schulter sowie ihr Hals und der obere Bereich ihres Dekolletés sind unbedeckt, ebenso ihre Unterarme. Die langen dunklen Haare liegen im Nacken. Ihr Gesicht ist dem Betrachter halb zugewandt und sie blickt ihn an. Ihr rechter Arm ist mit dem Ellenbogen auf der Stuhllehne aufgestützt und ihre nach oben weisende Hand hält einen braunen Umhang, der über die Lehne gelegt ist. Ihr linker Arm greift diagonal über ihren Oberbauch ebenfalls zur rechten Stuhllehne und ist mit der Hand auf den Umhang aufgelegt. Bei dem Stuhl handelt es sich um einen roten Holzstuhl mit geschwungener Lehne und einer roten Polsterung, die hinter dem Rücken der Frau erkennbar ist.
Im Hintergrund ist die graue Wand des Zimmers mit einem kleinen Fenster im linken oberen Bildfeld zu sehen. Das Fenster ist geschlossen und durch die Scheibe ist Vegetation außerhalb des Raumes erkennbar. Beidseitig des Fensters fällt ein grauer Vorhang in Falten herab. Am roten Stuhl befindet sich in der Lehne die Inschrift »m. l. Petermannchen«.
Das Bild ist im linken oberen Bildfeld unterhalb des Fensters signiert mit den Worten Lovis Corinth 2. September 1902.

## Hintergrund und Einordnung in das Werk Corinths

### Zeitliche Einordnung in das Werk Corinths

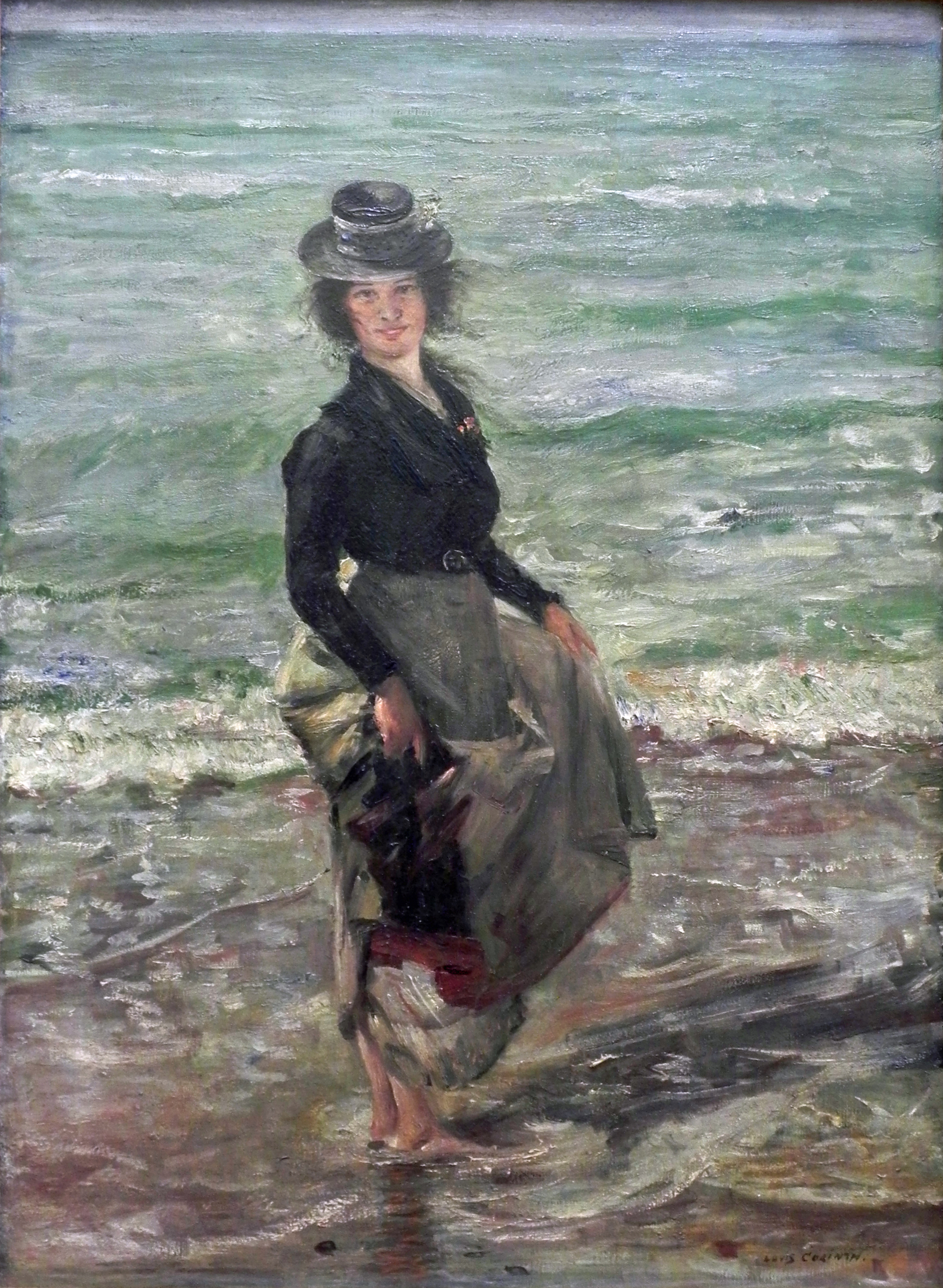
Paddel-Petermannchen, 1902

Die Begegnung mit Charlotte Berend und ihre Beziehung fällt in die Zeit, in der sich Corinth in Berlin einrichtete.
Er hatte sein Studium in München in den 1890er Jahren beendet. Seine 1900 gemalte Version der Salome, ein Aktgemälde in einer historischen Szenerie, das auf die literarische Vorlage von Oscar Wilde aufbaut und das Salome, Tochter der Herodias, mit dem abgeschlagenen Kopf Johannes des Täufers zeigt, sollte nicht in der Münchener Secession ausgestellt werden. Corinth gab das Bild daraufhin an Walter Leistikow in Berlin, der das Bild für die Ausstellung der Berliner Secession annahm. Aufgrund des großen Erfolges des Bildes wechselte Corinth kurz darauf seinen Wohnsitz und zog nach Berlin.
Bei dem Bild Petermannchen handelt es sich um eines der frühesten Gemälde von Lovis Corinth, auf denen er seine spätere Frau Charlotte Berend (1880–1967) porträtierte. Corinth lernte die damals 21 Jahre alte Frau 1901 kennen, nachdem er in Berlin eine Malschule für junge Frauen eröffnet hatte. Charlotte Berend, die Tochter einer jüdischen Kaufmannsfamilie, war seine erste Schülerin, und sie stand ihm in der Folgezeit regelmäßig Modell.
1902 verreiste er mit ihr an die Ostsee, wo sie gemeinsam in Horst in Pommern, dem heutigen Niechorze, Urlaub machten. Corinth porträtierte sie in dem Jahr mehrmals. Während des Badeurlaubs entstand das Bild Petermannchen ebenso wie das Bild Paddel-Petermannchen. Während des Aufenthaltes in Horst vertiefte sich die Beziehung von Lovis Corinth und Charlotte Berend, und sie wurden ein Liebespaar. Charlotte Berend beschrieb in ihren Lebenserinnerungen Mein Leben mit Lovis Corinth, wie sie beide engumschlungen auf einem Steg saßen und sie ihm die Geschichte ihres ersten Heiratsantrags erzählte. Das Paddel-Petermannchen ist im Freien gemalt. Es zeigt Charlotte in Jacke, Rock und mit einem Hut im seichten Wasser am Ostseestrand. Sie steht barfuß und mit gelüftetem Rock im Wasser und lächelt dem Maler und dem Betrachter zu, während hinter ihr das Meer bis zum Horizont reicht. Petermannchen wurde dagegen im Zimmer des Malers gemalt und Charlotte Berendt beschrieb das Entstehen des Bildes wie folgt:

„Während der Ferien in Horst malte Corinth von mir schließlich noch das Porträt ‚Petermannchen im roten Stuhl‘. Ich saß, es war in seinem Zimmer, plaudernd oder auch schweigend, um ihm Gelegenheit zu geben, das Physiognomische in allen seinen Möglichkeiten zu erfassen. Auf diesem Bild hielt er meinen ihm zugewandten Blick hingebender Liebe, von dem ich selbst nichts wußte, fest; seine Liebe zu mir manifestierte sich in der Zärtlichkeit der Darstellung, insbesondere meiner Hand.“

Nach ihrer Darstellung war „der Aufenthalt in Horst [...] eine der entscheidenden und für alle Zukunft grundlegenden Phasen meines Lebens. Diese Zeit führte Corinth und mich menschlich enger zusammen.“ Georg Biermann, der bereits 1913 die erste Monografie zum Werk von Lovis Corinth veröffentlichte, verglich das Bild mit dem früher im Jahr gemalten Porträt Charlotte Berend im weißen Kleid, das er fälschlich als Bild im Hochzeitskleid beschreibt, als „in jeder Beziehung ungleich intimer und persönlicher“:

„Wie hier das Antlitz in stille Beschaulichkeit versunken ist und das Licht die Fleischpartien modelliert und wie man die Empfindung hat, daß hier das Bewußtsein jungen Glückes dem Künstler bei seiner Arbeit helfend zur Seite gestanden, das gibt gerade diesem weiblichen Porträtstück einen unvergleichlichen Reiz und hebt es turmhoch über alle ähnlichen Frauenbildnisse, die Corinth im Auftrag irgendwelcher Besteller gemalt hat.“

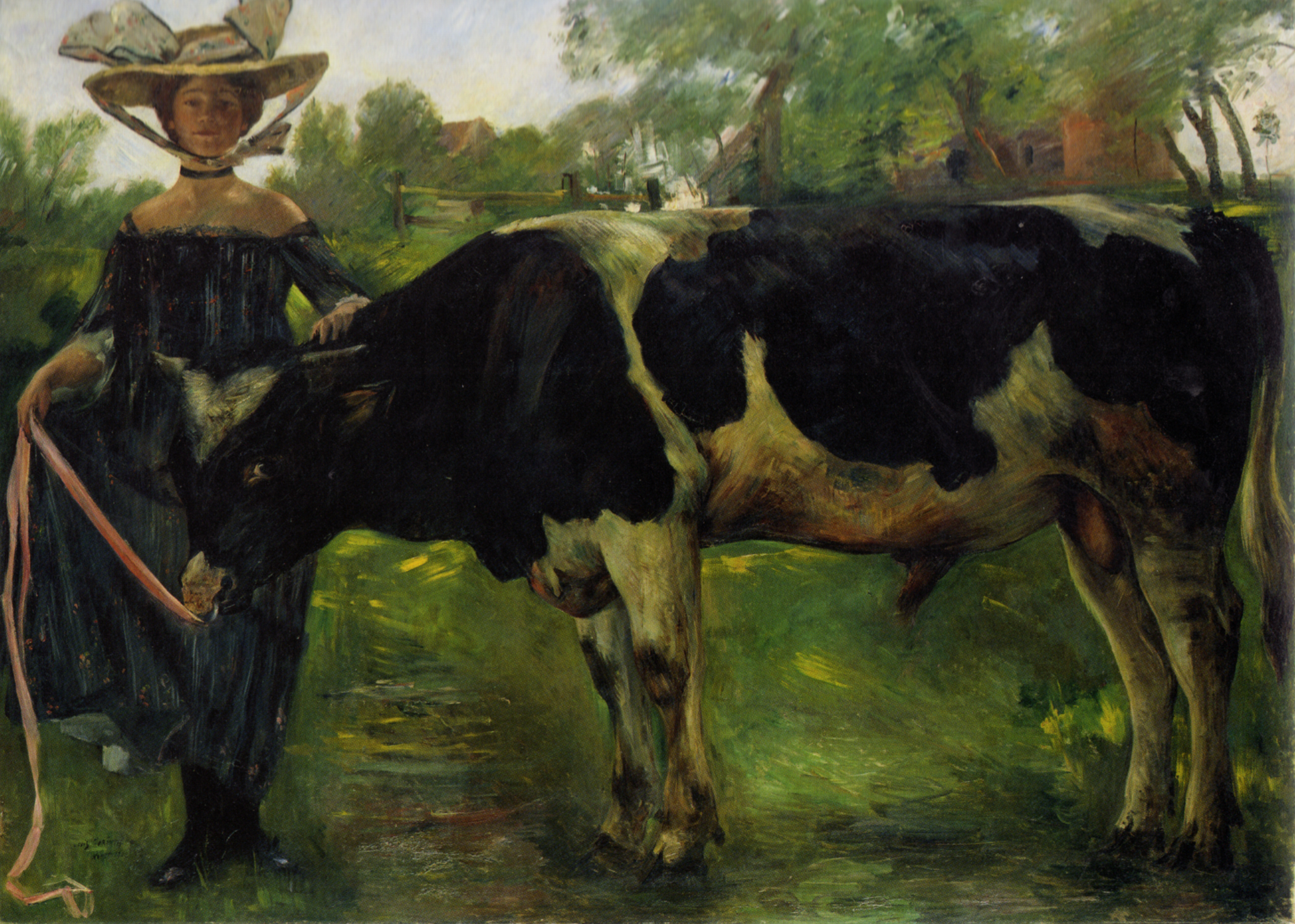
Mädchen mit Stier, 1902

Auch das Porträt Mädchen mit Stier stammt von dieser Reise. Dieses Bild, an dem Charlotte Berend einen kräftigen Stier am Nasenring führt und streichelt, fand aufgrund der darin enthaltenen Bedeutung besondere Aufmerksamkeit in der Berliner Sezession: Symbolisch zeigte das Bild die aktuelle Beziehung des Paares auf, in der sich Corinth als gezähmten Bullen von der Frau an einem rosa Band am Nasenring herumführen ließ. Im Folgejahr am 26. März 1903 heirateten Lovis Corinth und Charlotte Berend, die sich für den Doppelnamen Berend-Corinth entschied. Am 13. Oktober 1904 kam der gemeinsame Sohn Thomas Corinth auf die Welt.

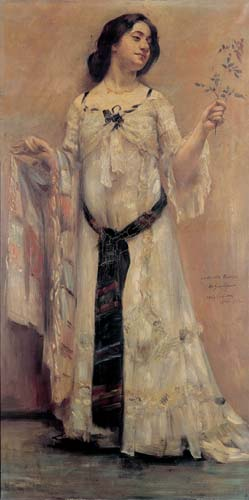
Porträt Charlotte Berend im weißen Kleid, 1902
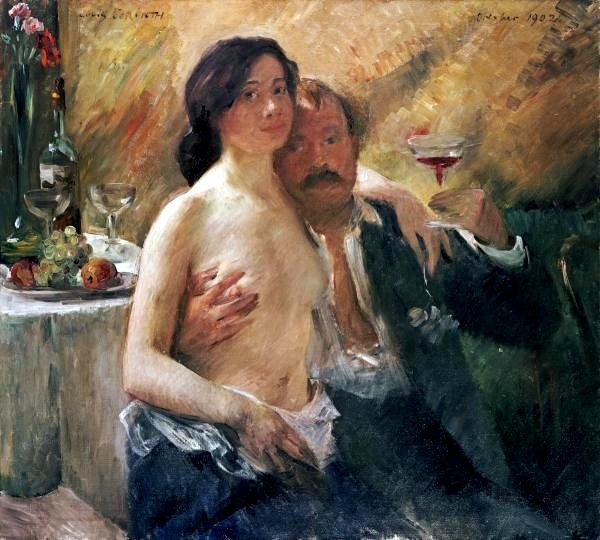
Selbstporträt mit Charlotte Berend und Sektkelch, 1902
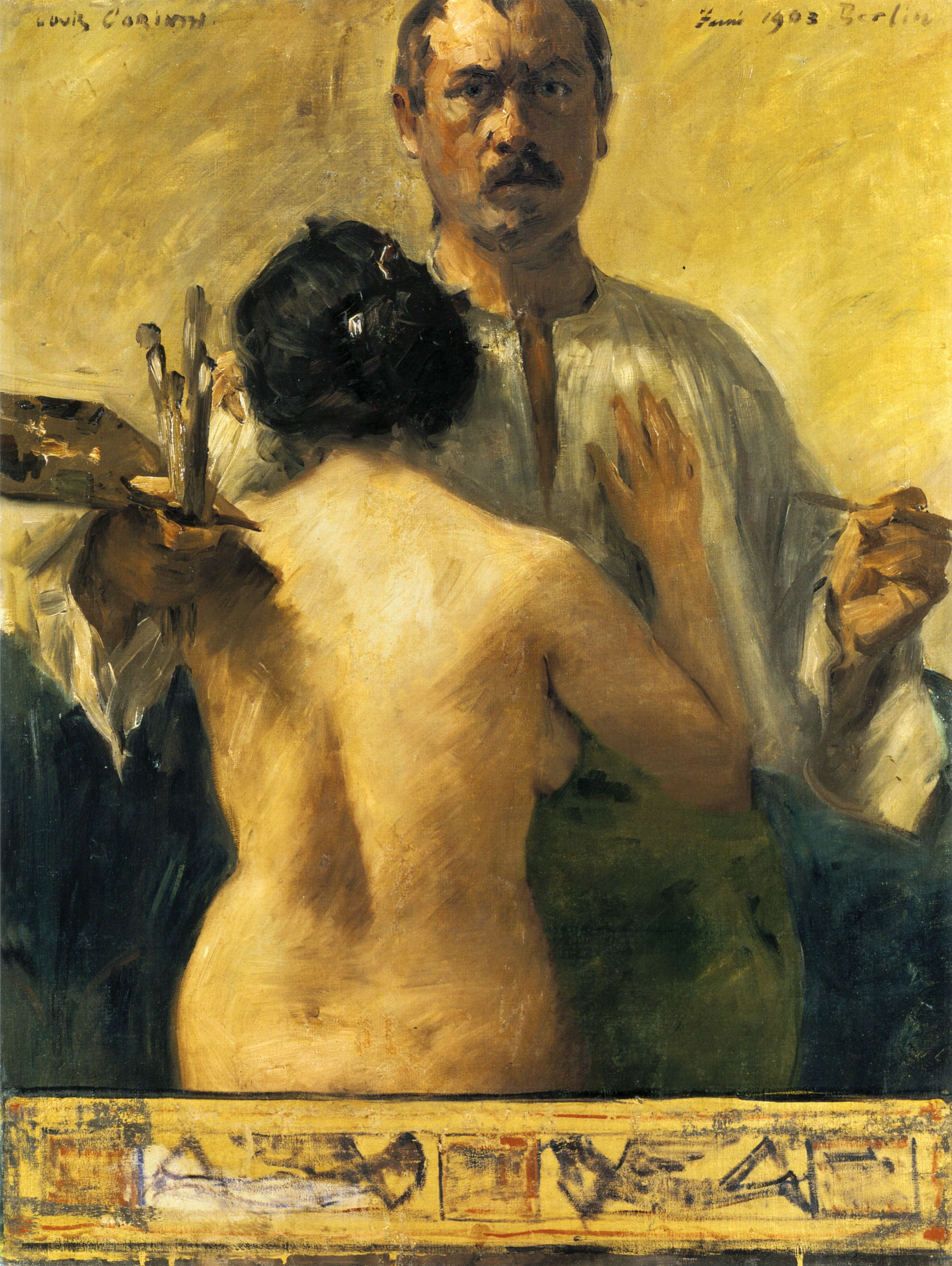
Selbstporträt mit Rückenakt, 1903

### Petermannchen
Der Name des Bildes, den Corinth selbst für das Bild ausgesucht hatte, hat seinen Ursprung in einem Kosenamen, den Corinth für seine Geliebte verwendete. Er „versteckt“ diesen als Widmung auf der Stuhllehne im Bild, auf der kaum sichtbar »m(ein) l(iebes) Petermannchen« steht.
Der Kosename geht auf eine erfundene Geschichte zurück, die sie Corinth im Urlaub erzählte. Demnach sei sie „‚eine Zigeunerin, eine Petermann, Tochter des berühmten Stammes der Petermann‘ und als Kind mit einem ‚blonden, blauäugigen Kind‘ vertauscht worden“. Nach ihrer Beschreibung in ihren Lebenserinnerungen Mein Leben mit Lovis Corinth hatte sie diese Geschichte ursprünglich erfunden, um einen Verehrer aus Sachsen loszuwerden, der ihr einen Heiratsantrag gemacht hatte. Corinth griff den Namen auf und nannte sie nachfolgend immer „Petermannchen“, unter diesem Namen widmete er ihr dann auch die Bilder.

### Inhaltliche Einordnung
Lovis Corinth malte während seines Lebens zahlreiche Porträts von seiner Frau Charlotte Corinth, geborene Berend. Carl Georg Heise schrieb dazu 1958, dass er etwa „80 Bildnisse seiner Gattin geschaffen hat, nicht zu reden von den Werken, zu denen sie ohne bestimmte Bildabsicht Modell gestanden hat.“ Obwohl Corinth in dem Petermannchen seine Geliebte nicht wie in vielen anderen späteren Werken unbekleidet darstellte, trägt das Porträt nach den Darstellungen des Jüdischen Museums Berlin bereits die Note späterer erotisch-sinnlicher Porträts, die er in den folgenden Jahren von Charlotte Berend malen würde. Mit der lockeren Haltung der Dargestellten, dem leicht in den Nacken gelegten Kopf und der freien Schulter erkundet Corinth demnach bereits die Grenzen der Konvention.
Der aktuelle Besitzer, das Jüdische Museum Berlin, stellt das Bild in den Kontext der bildlichen Darstellung jüdischer Personen zum Beginn des 20. Jahrhunderts. Nach ihrer Bildpräsentation weckt das Bild „seiner zukünftigen Frau [...] Assoziationen an das Stereotyp von der ‚schönen Jüdin‘ und erzählt so vom Spannungsverhältnis jüdischer Identitäten diesseits und jenseits der Religion – und diesseits und jenseits des Bürgertums.“ Lovis Corinth war mit dem jüdischen Leben vertraut und hatte viele jüdische Auftraggeber, wie zahlreiche Porträts belegen.

## Provenienz und Ausstellungen
Das sehr persönliche Bild befand sich bis 2007 in Privatbesitz, zuerst bei Charlotte Berend-Corinth selbst und danach bei ihrer Tochter Wilhelmine Corinth in New York.
Das Petermannchen wurde seit 1903 in zahlreichen Ausstellungen gezeigt und in etlichen Ausstellungsführern abgebildet. Dabei wurde das Bild zuerst 1903 bei einer Ausstellung bei Paul Cassirer in Berlin gezeigt, danach erst wieder 1913 bei der Berliner Secession. Weitere Ausstellungen des Gemäldes zu Lebzeiten Corinths fanden 1917 bei der Kestner-Gesellschaft in Hannover und in der Kunsthalle Mannheim, 1918 erneut bei der Berliner Sezession sowie 1924 in der Kunsthalle Bern und der Kunsthalle Zürich statt. 1925 verstarb Corinth und im Folgejahr 1926 wurde das Bild unter anderen in zahlreichen Museen in Frankfurt am Main, in Kassel, in Düsseldorf, in Wiesbaden sowie 1927 in Heidelberg und in Dresden gezeigt. 1929 war es dann in München bei der Neuen Secession und in Wien beim Hagenbund zu sehen. 1933 zeigte die Kunsthalle Bern das Bild erneut, 1936 auch die Kunsthalle Zürich. Nach der Übersiedlung von Charlotte Berend-Corinth in die Vereinigten Staaten 1936 war es bis 1958 nicht mehr in Europa zu sehen. In den Jahren 1936 bis 1938 war das Bild in mehreren Museen in den USA präsent, angefangen vom Everhart Museum of Art in Scranton über Museen in Dayton (1936), Davenport, Denver, New York City, Detroit, Rochester und Albany (alle 1937) bis Cambridge, Milwaukee und Kansas City (alle 1938). 1958 wurde es dann erstmals wieder in Wolfsburg gezeigt und im gleichen Jahr in Hannover, in Basel und in München. 1964 war es Bestandteil einer Ausstellung in der Gallery of Modern Art in New York und 1976 im Indianapolis Museum of Art. Das Museum Folkwang in Essen und die Kunsthalle der Hypo-Kulturstiftung in München zeigten das Bild erneut in Deutschland 1985 bis 1986. Danach war es Bestandteil von Ausstellungen in New York City 1990 und 1992. 1992 kam es erneut in das Kunstforum nach Wien und 1992–1993 in das Niedersächsische Landesmuseum nach Hannover.
Heute befindet es sich im Besitz des Jüdischen Museums Berlin, für das es 2007 von dem privaten Förderverein Verein der Freunde und Förderer des Jüdischen Museums erworben wurde.

## Belege
1. 1 2  Jüdisches Museum Berlin. Jahresbericht 2007/2008. (Volltext) (Memento vom 4. März 2016 im Internet Archive)
2. 1 2 3 4  Charlotte Berend-Corinth: Lovis Corinth. Werkverzeichnis. Neu bearbeitet von Béatrice Hernad. Bruckmann Verlag, München 1958. (1992, ISBN 3-7654-2566-4, S. 89)
3. ↑  Zdenek Felix: Der Werdegang eines Außenseiters. In: Zdenek Felix (Hrsg.): Lovis Corinth 1858–1925. Publikation zur Ausstellung im Folkwang Museum Essen (10. November 1985–12. Januar 1986) und in der Kunsthalle der Hypno-Kulturstiftung München (24. Januar–30. März 1986). DuMont Buchverlag, Köln 1985, ISBN 3-7701-1803-0, S. 17–18.
4. 1 2 3 4 5 6  Lovis Corinth: Petermannchen. Porträt Charlotte Corinth. Bildbeschreibung auf der Homepage des Jüdischen Museums Berlin, abgerufen am 13. Mai 2015.
5. 1 2 3  Lothar Brauner: Paddel-Petermannchen, 1902. In: Peter-Klaus Schuster, Christoph Vitali, Barbara Butts (Hrsg.): Lovis Corinth.  Prestel, München 1996, ISBN 3-7913-1645-1, S. 148.
6. ↑  Lothar Brauner: Petermannchen, 1902. In: Peter-Klaus Schuster, Christoph Vitali, Barbara Butts (Hrsg.): Lovis Corinth.  Prestel, München 1996, ISBN 3-7913-1645-1, S. 149.
7. 1 2 3  Charlotte Berend-Corinth: Mein Leben mit Lovis Corinth. Paul List Verlag, München 1958, S. 116–118.
8. 1 2  Charlotte Berend-Corinth: Lovis. München 1958, S. 59; zitiert als: Lothar Brauner: Petermannchen, 1902. In: Peter-Klaus Schuster, Christoph Vitali, Barbara Butts (Hrsg.): Lovis Corinth.  Prestel, München 1996, ISBN 3-7913-1645-1, S. 149.
9. 1 2  Georg Biermann: Lovis Corinth. (= Künstler-Monographien. 107). Verlag von Velhagen und Klasing, Bielefeld/Leipzig 1913, DNB 578890399, S. 61–62.
10. 1 2  Hans-Werner Schmidt: Mädchen mit Stier, 1902 / Petermannchen, 1902. In: Ulrike Lorenz, Marie-Amélie zu Salm-Salm, Hans-Werner Schmidt: Lovis Corinth und die Geburt der Moderne. Katalog anlässlich der Retrospektive zum 150. Geburtstag von Lovis Corinth (1858–1925) in Paris, Leipzig und Regensburg. Kerber Verlag, Bielefeld 2005, ISBN 3-86678-177-6, S. 214–215.
11. ↑  Carl Georg Heise: Lovis Corinth - Bildnisse der Frau des Künstlers. (= Werkmonographien zur bildenden Kunst in Reclams Universal-Bibliothek. Nr. 26). Reclam-Verlag, Stuttgart 1958, S. 4.